# 중화인민공화국의 인공지능 산업
중화인민공화국의 인공지능 산업(Artificial intelligence industry in China)은 빠르게 발전하는 수십억 달러 규모의 산업이다. 중국 AI 개발의 뿌리는 1970년대 후반 덩샤오핑이 과학기술을 국가의 주요 생산력으로 강조한 경제 개혁 이후 시작됐다.

## 역사
중국 AI 개발의 초기 단계는 느리고 자원과 인재 부족으로 인해 심각한 어려움에 직면했다. 처음에는 중국이 AI 개발 측면에서 대부분의 서방 국가에 뒤처졌다. 연구의 대부분은 해외에서 고등 교육을 받은 과학자들이 주도했다.
중화인민공화국 정부는 2006년부터 인공지능 개발을 위한 국가 아젠다를 꾸준히 발전시켜 인공지능 연구개발 분야의 선두 국가 중 하나로 떠올랐다. 2016년 중국 공산당(CCP)은 2030년까지 글로벌 AI 리더가 되겠다는 목표를 담은 13차 5개년 계획을 발표했다.
국무원은 바이두(Baidu), 텐센트(Tencent), 알리바바(Alibaba), 센스타임(SenseTime), 아이플라이텍(iFlytek) 등 중국 기반 기업 15개를 포함하는 '국가 AI 팀' 목록을 보유하고 있다. 각 회사는 얼굴 인식, 소프트웨어/하드웨어, 음성 인식 등 중국에서 지정된 전문 AI 부문의 개발을 주도해야 한다. 중국의 급속한 AI 발전은 사회경제, 군사, 정치 등 다양한 분야에서 중국 사회에 큰 영향을 미쳤다. 농업, 운송, 숙박 및 식품 서비스, 제조업은 추가 AI 배포로 인해 가장 큰 영향을 받을 수 있는 주요 산업이다.

## 상황
현재 기존 경계가 거의 없기 때문에 민간 부문, 대학 연구소, 군대가 여러 측면에서 협력하고 있다. 2021년 중국은 AI 관련 윤리적 문제를 다루는 최초의 국내법인 중화인민공화국 데이터 보안법을 발표했다. 2022년 10월, 미국 연방 정부는 AI 애플리케이션용 고급 컴퓨터 칩에 대한 중국의 접근을 제한하기 위한 일련의 수출 통제 및 무역 제한을 발표했다.
중국 정부의 검열 체제가 국가 인구 상황에 따라 생성 인공지능 개발 및 인재 확보에 미치는 영향에 대한 우려가 제기되었다.

## 같이 보기
- 인공지능

## 문헌
- Hannas, William C.; Chang, Huey-Meei, 편집. (2022년 7월 29일). 《Chinese Power and Artificial Intelligence: Perspectives and Challenges》 1판. London: Routledge. doi:10.4324/9781003212980. ISBN 9781003212980. OCLC 1320821529.